# Mialet (Dordogne)
Mialet, oft auch Miallet, okzitanisch Mialet, ist eine französische Gemeinde mit 629 Einwohnern (Stand 1. Januar 2022) im Norden des Départements Dordogne in der Region Aquitanien. Sie gehört zum Arrondissement Nontron und zum Kanton Thiviers. Zuständiger Gemeindeverband ist die Communauté de communes Périgord-Limousin. Die Einwohner werden als Mialletais bzw. Mialletaises bezeichnet.

## Etymologie
Mialet leitet sich ab vom Neulateinischen melusetum mit der Bedeutung Apfelgarten bzw. Apfelplantage. Melusetum geht seinerseits auf das Lateinische malus (Apfel) zurück.

## Geographie

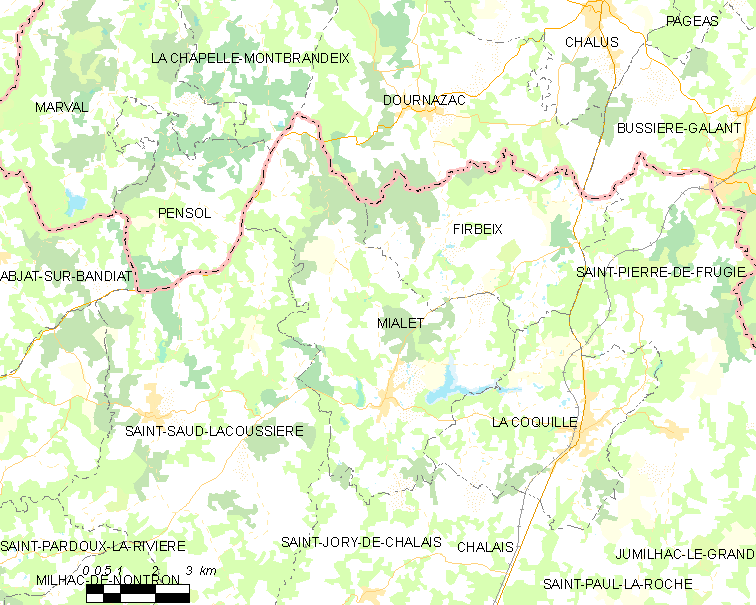
Lagekarte von Mialet

Mialet liegt 13 Kilometer südwestlich von Châlus und 15 Kilometer nördlich von Thiviers (Luftlinie). Bis zum im Osten gelegenen La Coquille sind es knappe sechs Kilometer.
Die Gemeinde wird von folgenden acht Nachbargemeinden umgeben:
| Pensol (Département Haute-Vienne), La Chapelle-Montbrandeix (Département Haute-Vienne) | Dournazac (Département Haute-Vienne)        | Firbeix     |
| Saint-Saud-Lacoussière                                                                 | Kompassrose, die auf Nachbargemeinden zeigt | La Coquille |
|                                                                                        | Saint-Jory-de-Chalais                       | Chalais     |

Mialet ist Grenzgemeinde zum Département Haute-Vienne im Norden. Zum Gemeindegebiet gehören neben dem Ortskern zahlreiche Weiler, Gehöfte, Schlösser, eine Mühle und Geländepunkte:
Bois de Grafeuille, Bois de la Gratte, Bois de Massavit, Bois de Vieilles Forges, Boissonnie, Château la Congerie, Château de Lambertie, Chatelavy, Chez le Chevalier, Durmareix, Étang Chevrière, Étang de Chatelavy, Étang de Fougeras, Étang de Puyraud, Étang de Vivale, Feyte, Fougeras, Garrelie, Gatelinie, Grafeuille, Jambe de Banc, La Brousse, La Congerie, La Filature, La Gratte, La Maison Rouge, La Nolphie, La Valette, Lacaud, Lacouchie, Lassudrie, Le Bois des Roses, Le Clocheton, Le Dognon, Le Grand Clos, Le Maine, Le Maine du Bost, Le Montetchabroulet, Le Montibus, Le Moulin du Blé, Le Moulin de Puyraud, Le Petit Claud, Le Petit Trois Cerisiers, Le Pintou, Le Salignier, Le Soleil, Le Trou du Papetier, Lépinotte, Les Parcs, Les Places, Les Rivaux, Les Terres de Saint-Roch, Les Thermes, Les Trois Cerisiers, Lesudrie, Lordebert, Magnesse, Magoubert, Mamont, Massavit, Mazoubert, Mialet, Montéricout, Petit Mamont, Pierrebrune, Plan d’Eau de Mialet, Pommerède, Puyraud, Puyregonde und Veyssièras.
Der topographisch tiefste Punkt des Gemeindegebietes mit 250 Metern über dem Meer liegt bei Boissonnie an der Côle im Süden; der höchste Punkt mit 391 Metern befindet sich an der Nordwestecke bei Le Petit Trois Cerisiers. Die maximale Höhendifferenz beträgt 141 Meter. Der Ortskern weist eine Meerhöhe von 324 Meter auf.

### Verkehrsanbindung
Den Ortskern quert in Ost-West-Richtung die D 79 von La Coquille nach Saint-Saud-Lacoussière. Die D 6a von Dournazac nach Nontron läuft an der Nordwestgrenze des Gemeindegebietes entlang. Von ihr zweigt bei Les Trois Cerisiers nach Süden in Richtung Ortskern die D 77 ab, die anschließend weiter nach Saint-Jory-de-Chalais führt. Von Firbeix im Nordosten kommt die D 82. Die Hauptverkehrsader, die Route nationale 21 von Limoges nach Périgueux, zieht 4 Kilometer weiter östlich an Mialet vorbei.
Nahestgelegener Bahnhof für Mialet ist La Coquille an der Bahnstrecke Limoges-Bénédictins–Périgueux.

### Bodenbedeckung

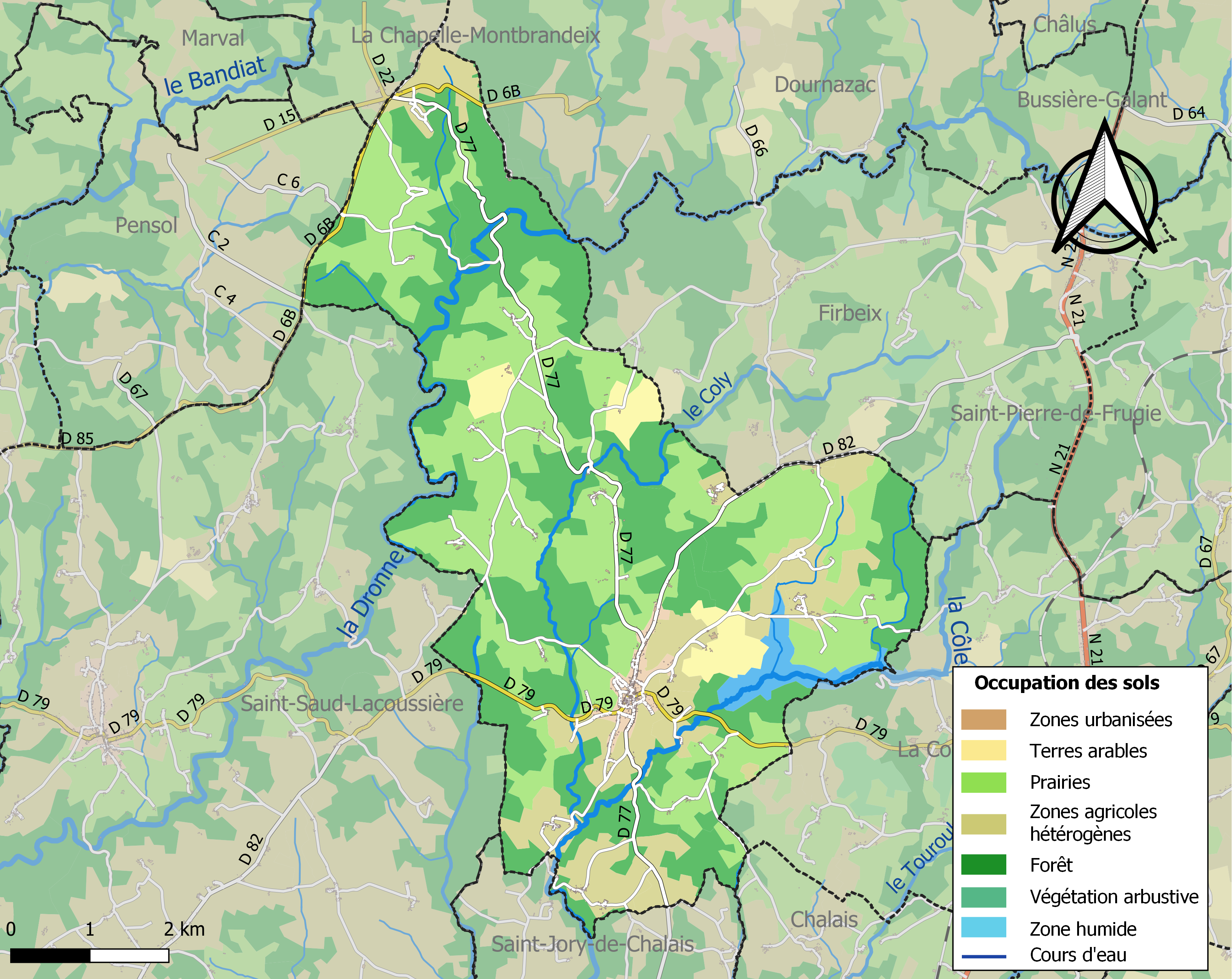
Bodenbedeckung in Mialet

Die Bodenbedeckung der Gemeinde Mialet schlüsselt sich im Jahr 2018 gemäß der europäischen Datenbank CORINE Land Cover (CLC) wie folgt auf:
- Wälder – 41,6 %
- heterogene landwirtschaftliche Nutzung – 14,9 %
- Wiesen – 36,7 %
- baulich beansprucht – 1,4 %
- Ackerland – 3,4 %
- Wasserflächen – 2,0 %.

Die landwirtschaftliche Nutzung steht im Vordergrund und hat für die rein landwirtschaftliche Nutzung (bestehend aus heterogener Landwirtschaft inklusive Wiesen und Ackerland) ausgehend von 54,9 % im Jahr 1990 auf 55,0 % im Jahr 2018 einen minimalen Zuwachs erfahren.

## Klima
Die Gemeinde Mialet besitzt ein abgeschwächtes ozeanisches Klima, das sich durch folgende Parameter auszeichnet:
| Klimaparameter im Zeitraum 1971–2000 - Jahresmittel: 11,5 °C - Anzahl der Tage unter −5 °C: 2,7 - Anzahl der Tage oberhalb 30 °C: 4,7 - Maximum im Tages-Temperaturunterschied: 14,7 °C - Jahresniederschlag: 1099 mm - Niederschlagstage im Januar: 14,2 - Niederschlagstage im Juli: 7,9 |

Durch den Klimawandel zeichnen sich Erhöhungen im Jahresmittel ab, die sich bereits auch bemerkbar machen. So ist beispielsweise an der 43 Kilometer entfernten Wetterstation am Flughafen von Limoges-Bellegarde das langjährige Jahresmittel von 11,2 °C für 1971–2000 über 11,4 °C für 1981–2010 auf 11,8 °C für 1991–2020 angestiegen – ein Zuwachs um 0,6 °C innerhalb von 20 Jahren.

## Hydrographie

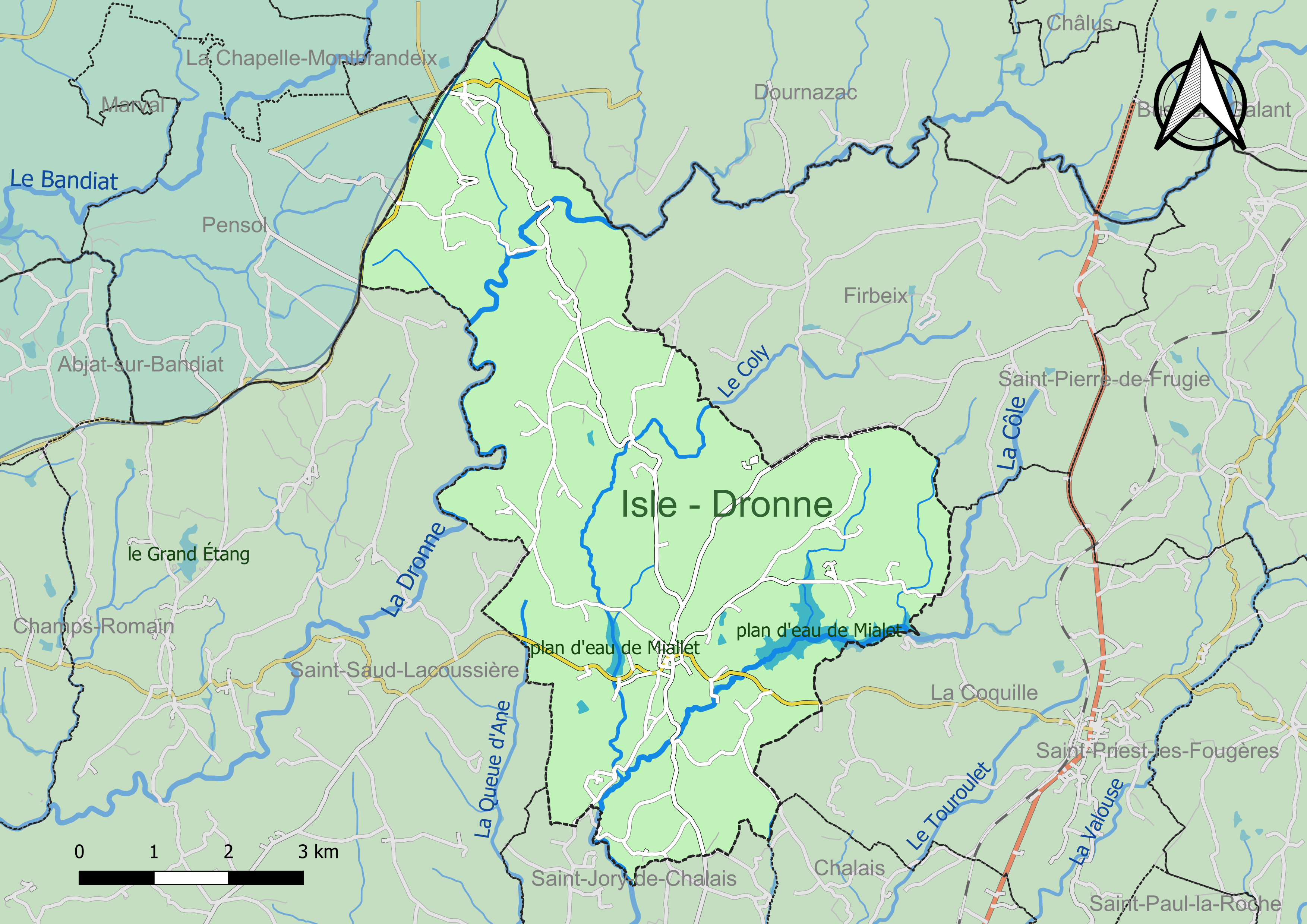
Hydrographische Karte von Mialet

Die mäandrierende Dronne durchfließt von Osten kommend den Nordwestteil der Gemeinde Mialet und bildet vor Verlassen des Gemeindegebiets nach Südwesten die Westgrenze zu Saint-Saut-Lacoussière. Den Südostteil durchquert die Côle, die etwas östlich vom Ortskern zu einem 77 Hektar großen Stausee aufgestaut wird (Retenue de Miallet). Die Côle nimmt kurz unterhalb von Mialet als rechten Nebenfluss den Coly auf, der von Nordosten kommend das Gemeindegebiet in etwa mittig durchzieht. Er fließt im Westen des Ortskerns vorbei und wird dort seinerseits in einem kleineren Stausee, dem Étang de Vivale, zurückgehalten. Etwas weiter westlich (in unmittelbarer Nähe der Westgrenze) entspringt die in Südrichtung entwässernde Queue d’Ane. All diese Wasserläufe entwässern nach Süden und Südwesten und bilden Teil des Einzugsgebietes Isle-Dronne.
Entlang der Nordwestgrenze verläuft in etwa die Wasserscheide zum nördlich angrenzenden Flusssystem des Bandiats, der bereits zum Einzugsgebiet der Charente gehört.
Die Gesamtlänge der Wasserläufe im Gemeindegebiet von Mialet beträgt 60 Kilometer.

## Geologie

Geologische Karte von Mialet

Die Gemeinde Mialet befindet sich auf dem metamorphen Grundgebirge des nordwestlichen Massif Central. Strukturell tiefst gelegene Einheit sind Glimmerschiefer der Parautochthonen Glimmerschiefereinheit, die entlang der Dronne im Westen anstehen. Ihre Foliation streicht generell Nordnordwest (kann aber von Nord bis Westnordwest streuen) und fällt mit 35 bis 50° in östliche Richtung ein. Lineare zeigen unter relativ flachem Einfallen vorwiegend nach Ostsüdost bis Ost.
Der größte Teil des Gemeindegebietes liegt jedoch auf strukturell höherliegenden Augengneisen der Unteren Gneisdecke des Limousins, die ebenfalls Nordnordwest streichen und um 40° nach Ostnordost einfallen. Die Augengneise können in ihrem Mittelabschnitt sehr massiv auftreten, es dürfte sich hier wahrscheinlich um Metagranite handeln. Zum Hangenden (im Ostabschnitt des Gemeindegebietes) nehmen sie zusehends leptynitischen Charakter an (ehemalige Rhyodazite und Rhyolithe). Gelegentlich können auch noch Glimmerschieferzüge (zwischen Le Montibus und Puyraud) und -inseln (bei La Gratte, Montéricout und östlich von Montetchabroulet) in die Augengneise eingelagert sein. Die Kontaktverhältnisse zwischen Glimmerschiefern und Augengneisen sind nicht ersichtlich, dürften aber sehr wahrscheinlich anormaler Natur sein (Überschiebung), zu erkennen am ansteigenden Metamorphosegrad gen Osten.
Südlich vom Ortskern kreuzt eine bedeutende, Nordost-Südwest-streichende Störungszone (La Coquille Störung), die ein örtliches Umbiegen der Foliation in dieselbe Richtung bewirkt.
Ausgedehnte Höhenlagen werden oft von pleistozänen Alteriten des Grundgebirges oder Kolluvium verhüllt, beispielsweise südlich von Veyssièras und bei Les Parcs. Im südlichen Côle-Tal liegt Alluvium aus der Würm-Kaltzeit und dem Holozän.
An Vererzungen in den Augengneisen, die mit dem weiter im Westen anstehenden Saint-Mathieu-Leukogranit in Zusammenhang stehen, sind zu nennen: Zinn (Cassiterit) bei Le Montibus und Wolfram (Scheelit) bei Le Moulin de Blé.

## Ökologie

### Naturpark
Die Gemeinde Mialet bildet seit 1998 einen integralen Bestandteil des Regionalen Naturparks Périgord-Limousin.

### Schutzgebiete

#### Natura 2000

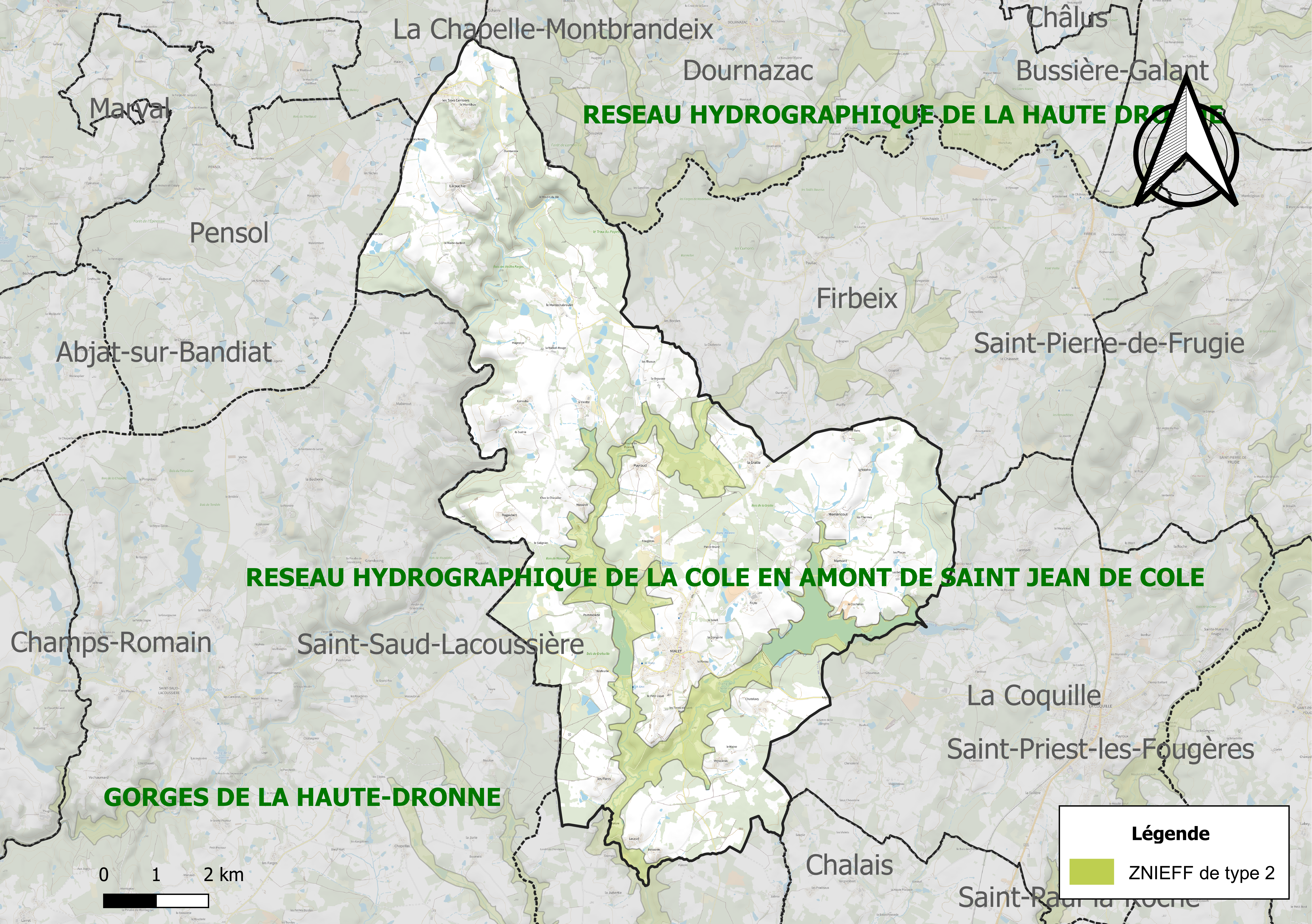
Schutzgebiete des Typus 2 in Mialet

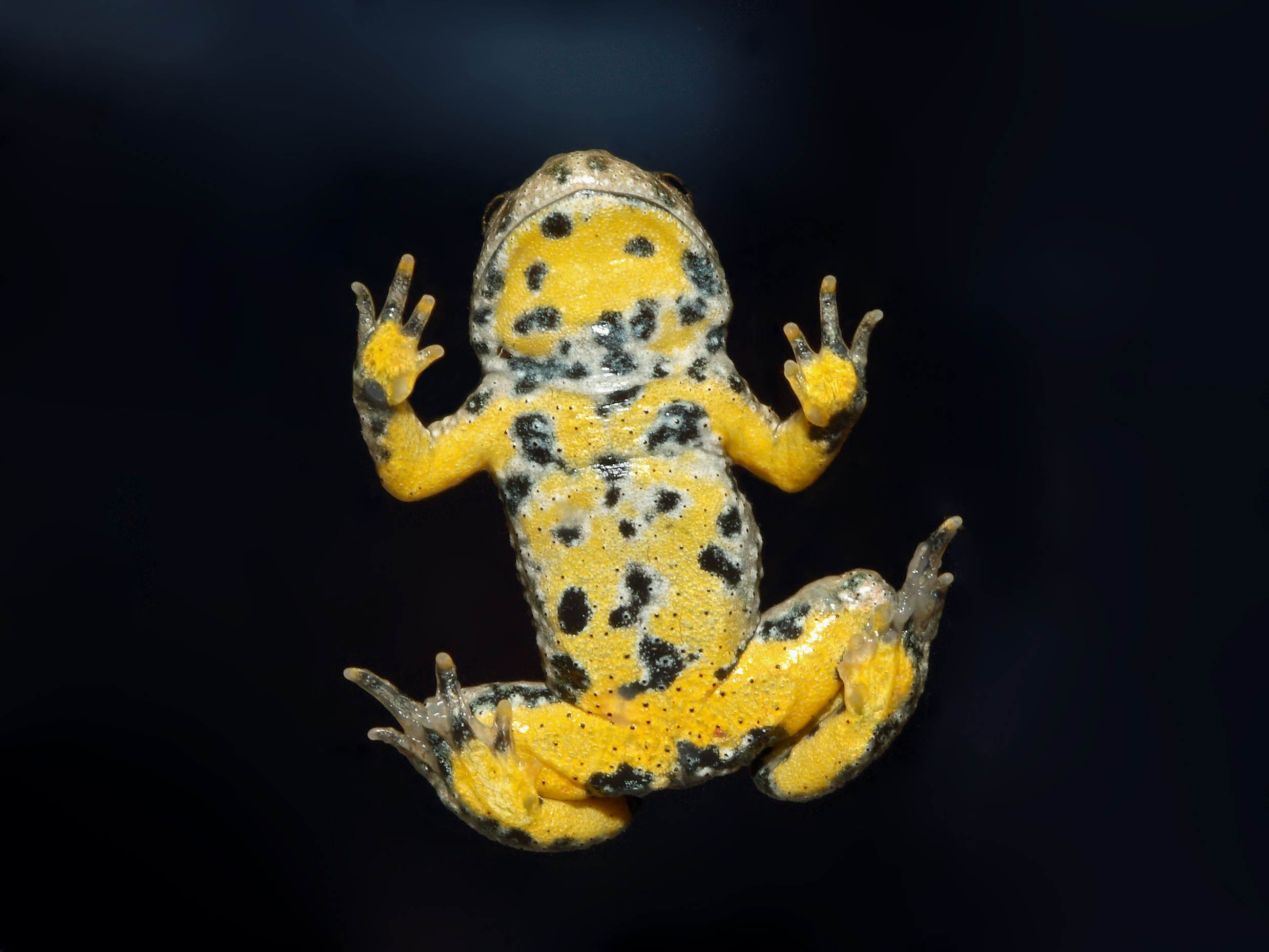
Gelbbauchunke Bombina variegata

Die 8 Kilometer des Dronnetals in der Gemeinde Mialet sind gemäß Natura 2000 unter Schutz gestellt. Der Fluss mit seinem Uferbereich und den anschließenden Feuchtwiesen, Heidegebieten, Feldern und Wäldern beherbergt eine sehr reichhaltige Fauna. Dieser Abschnitt der Dronne stellt für die Nachzucht der Flussperlmuschel (Margaritafera margaritafera) einen der bedeutendsten Standorte in ganz Frankreich dar. Ferner finden sich hier in Europa vom Aussterben bedrohte Taxa wie beispielsweise die Gelbbauchunke (Bombina variegata), die Helm-Azurjungfer (Coenagrion mercuriale), der Skabiosen-Scheckenfalter (Euphydras aurinia), der Dohlenkrebs (Austropotamobius pallipes), die Groppe (Cottus gobio) und das Bachneunauge (Lampetra planeri), mehrere Säugetiertaxa wie z. B. der Fischotter (Lutra lutra) sowie drei Fledermausarten.

#### Schutzgebiete des Typus 1
Die Gemeinde beherbergt ferner eine Schutzzone erster Ordnung (Französisch ZNIEFF = zone naturel d'interêt faunistique et floristique), das im Gemeindegebiet folgende Ökotope umfasst:
- das oben bereits angeführte schluchtartige Dronnetal. Je nach Ausrichtung der Hanglagen wechselt in ihm atlantisch geprägte Flora mit mittelmeerischer Flora ab. Es enthält zahlreiche Farntaxa.
- die 25 Hektar großen Sumpf- und Moorlandschaften entlang der Weiher um La Maison Rouge im Norden der Gemeinde enthalten seltene botanische Taxa.

#### Schutzgebiete des Typus 2
Die Täler der Côle und des Coly stehen unter Schutz, das Tal des Coly beinahe in seiner gesamten Länge; in Letzterem ist beispielsweise das Schlanke Wollgras (Eriophorum gracile) beheimatet.

#### Empfindlicher Naturraum
Der 77 Hektar große Stausee von Mialet ist als empfindlicher Naturraum eingestuft worden (Französisch: espace naturel sensible), da sich an seinem Ufer zahlreiche Wasservögel aufhalten; das Ostufer wird insbesondere als Nist- und Brutraum geschützt.

## Geschichte
Mialet war spätestens in der Megalithzeit besiedelt – zu erkennen an einem Dolmen (Dolmen de Vaure). Aus dem 12. Jahrhundert stammt die romanische Ortskirche Notre-Dame du Scapulaire, die jedoch später baulich stark verändert wurde. Etwa zur selben Zeit wurde das Château de Lambertie errichtet. Ab dem 16. Jahrhundert wurden im Gemeindegebiet zwei Herrensitze (Manoir de Mialet und Manoir de Feyte) und ein Schloss (Château de la Congerie) erbaut.

## Bevölkerungsentwicklung
| Jahr | Einwohner |  |
| 1962 | 1287      |  |
| 1968 | 1094      |  |
| 1975 | 1006      |  |
| 1982 | 888       |  |
| 1990 | 795       |  |
| 1999 | 717       |  |
| 2005 | 692       |  |
| 2006 | 684       |  |
| 2008 | 669       |  |
| 2010 | 662       |  |
| 2015 | 626       |  |
| 2016 | 619       |  |
| 2017 | 613       |  |
| 2019 | 628       |  |

Quelle: INSEE
Die Bevölkerung in Mialet ist seit 1962 kontinuierlich rückgängig (Bevölkerungsverlust von 52 Prozent).
Bei einer Fläche von 37,3 Quadratkilometer beträgt die Bevölkerungsdichte 16 Einwohner/km².

## Bürgermeister
Bürgermeister von Mialet ist seit März 2014 die der Divers gauche angehörende Rentnerin Dominique Marceteau. Sie wurde im Mai 2020 wiedergewählt.

## Präsidentschaftswahlen 2022
| Kandidaten                       | Kandidaten            | Parteien                      | Parteien            | 1. Wahlgang | 1. Wahlgang | 2. Wahlgang | 2. Wahlgang |
| Kandidaten                       | Kandidaten            | Parteien                      | Parteien            | Stimmen     | %           | Stimmen     | %           |
| -------------------------------- | --------------------- | ----------------------------- | ------------------- | ----------- | ----------- | ----------- | ----------- |
|                                  | Marine Le Pen         | Front national                | FN                  | 99          | 25,00 %     | 175         | 51,32 %     |
|                                  | Emmanuel Macron       | En marche !                   | EM                  | 90          | 22,73 %     | 166         | 48,68 %     |
|                                  | Jean-Luc Mélenchon    | Front de gauche               | FDG                 | 75          | 18,94 %     |             |             |
|                                  | Éric Zemmour          | Reconquête                    |                     | 21          | 5,30 %      |             |             |
|                                  | Valérie Pécresse      | Les Républicains              | LR                  | 17          | 4,29 %      |             |             |
|                                  | Jean Lassalle         | Résistons !                   | R                   | 28          | 7,07 %      |             |             |
|                                  | Anne Hidalgo          | Parti socialiste              | PS                  | 6           | 1,52 %      |             |             |
|                                  | Fabien Roussel        | Parti communiste français     | PC                  | 26          | 6,57 %      |             |             |
|                                  | Nicolas Dupont-Aignan | Debout la République          | DLR                 | 9           | 2,27 %      |             |             |
|                                  | Yannick Jadot         | Europe Écologie-Les Verts     | EELV                | 15          | 3,79 %      |             |             |
|                                  | Nathalie Arthaud      | Lutte Ouvrière                | LO                  | 5           | 1,26 %      |             |             |
|                                  | Philippe Poutou       | Nouveau Parti anticapitaliste | NPA                 | 5           | 1,26 %      |             |             |
|                                  |                       |                               |                     |             |             |             |             |
| Gesamt                           | Gesamt                | Gesamt                        | Gesamt              | 396         | 100 %       | 341         | 100 %       |
|                                  |                       |                               |                     |             |             |             |             |
| Gültige Stimmen                  | Gültige Stimmen       | Gültige Stimmen               | Gültige Stimmen     | 396         | 97,06 %     | 341         | 86,55 %     |
| Ungültige Stimmen                | Ungültige Stimmen     | Ungültige Stimmen             | Ungültige Stimmen   | 12          | 2,94 %      | 53          | 13,45 %     |
| Wahlbeteiligung                  | Wahlbeteiligung       | Wahlbeteiligung               | Wahlbeteiligung     | 408         | 77,57 %     | 394         | 74,90 %     |
| Enthaltungen                     | Enthaltungen          | Enthaltungen                  | Enthaltungen        | 118         | 22,43 %     | 132         | 25,10 %     |
| Registrierte Wähler              | Registrierte Wähler   | Registrierte Wähler           | Registrierte Wähler | 526         |             | 526         |             |
|                                  |                       |                               |                     |             |             |             |             |
| Quelle: Ministère de l'Intérieur |                       |                               |                     |             |             |             |             |

Die Präsidentschaftswahlen 2022 in Mialet konnte Marine Le Pen für sich entscheiden.

## Wirtschaft

### Beschäftigung
Im Jahr 2015 betrug die erwerbsfähige Bevölkerung zwischen 15 und 64 Jahren 216 Personen (34,5 % der Gesamtbevölkerung). Als arbeitslos waren 27 Personen gemeldet, die Arbeitslosigkeit betrug somit 12,5 % – ein leichter Rückgang von 28 Personen im Jahr 2010.

### Unternehmen
Am 31. Dezember 2015 waren in der Gemeinde 70 Unternehmen angesiedelt, davon 34 in Handel, Transport und Dienstleistungen, 14 in Landwirtschaft, Forst oder Fischerei, 10 im Baugewerbe, 7 in Verwaltung, Bildung, Gesundheit oder Sozialhilfe und 5 in der Industrie.

## Sehenswürdigkeiten
- Die romanische Ortskirche Notre-Dame du Scapulaire.
- Das in Privatbesitz sich befindende Château de Lambertie; es wurde im Hundertjährigen Krieg von den Engländern zerstört und später wieder aufgebaut. Seine Ursprünge gehen bis ins 12. Jahrhundert zurück.
- Der Herrensitz Manoir de Mialet aus dem 16. Jahrhundert (Privatbesitz).
- Der Herrensitz Manoir de Feyte aus dem 17. Jahrhundert (Privatbesitz).
- Das Schloss Château de la Congerie aus dem 18. Jahrhundert (Privatbesitz).
- Der Stausee Retenue de Miallet an der Côle.

## Photogalerie

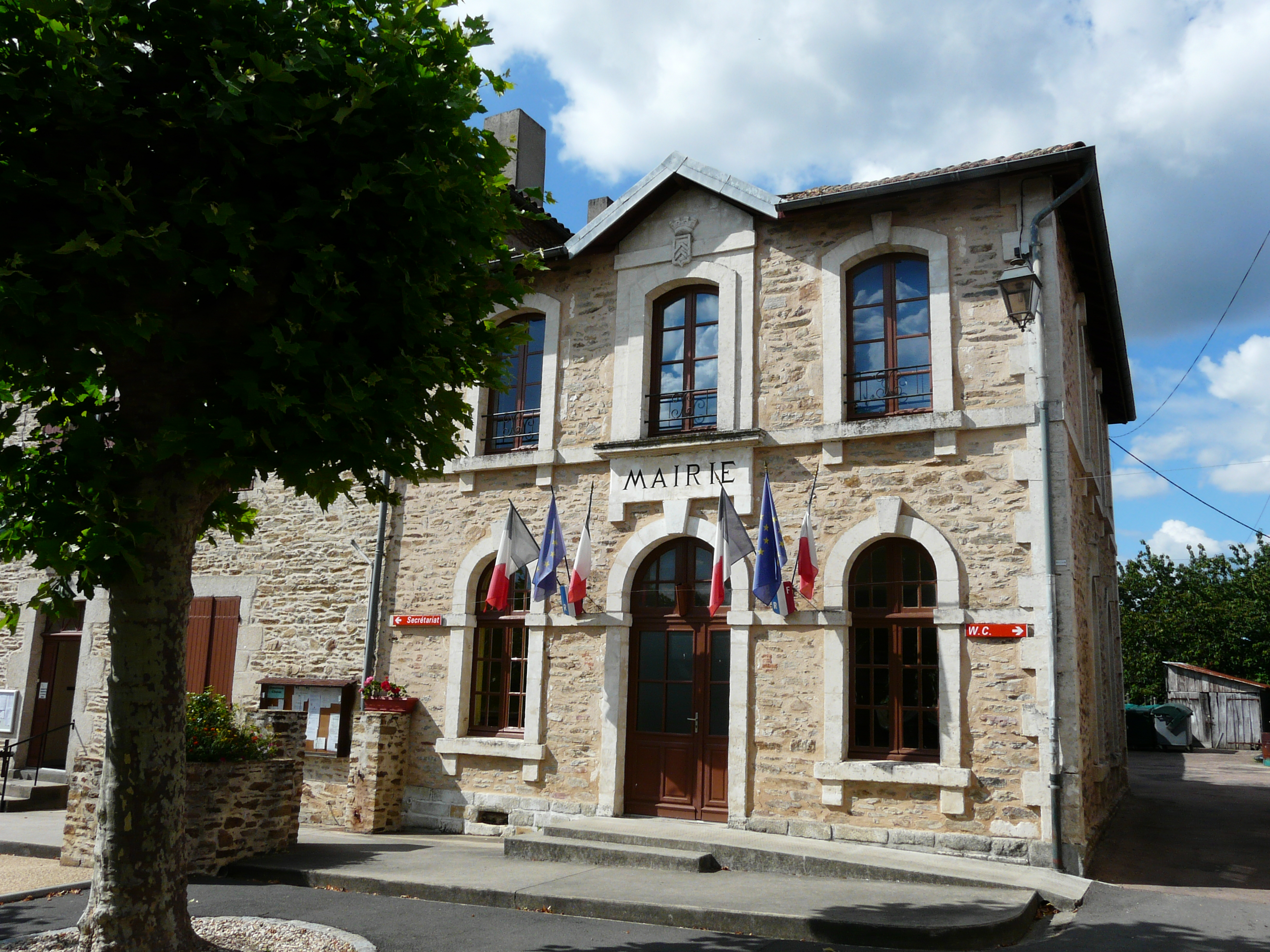
Rathaus von Mialet
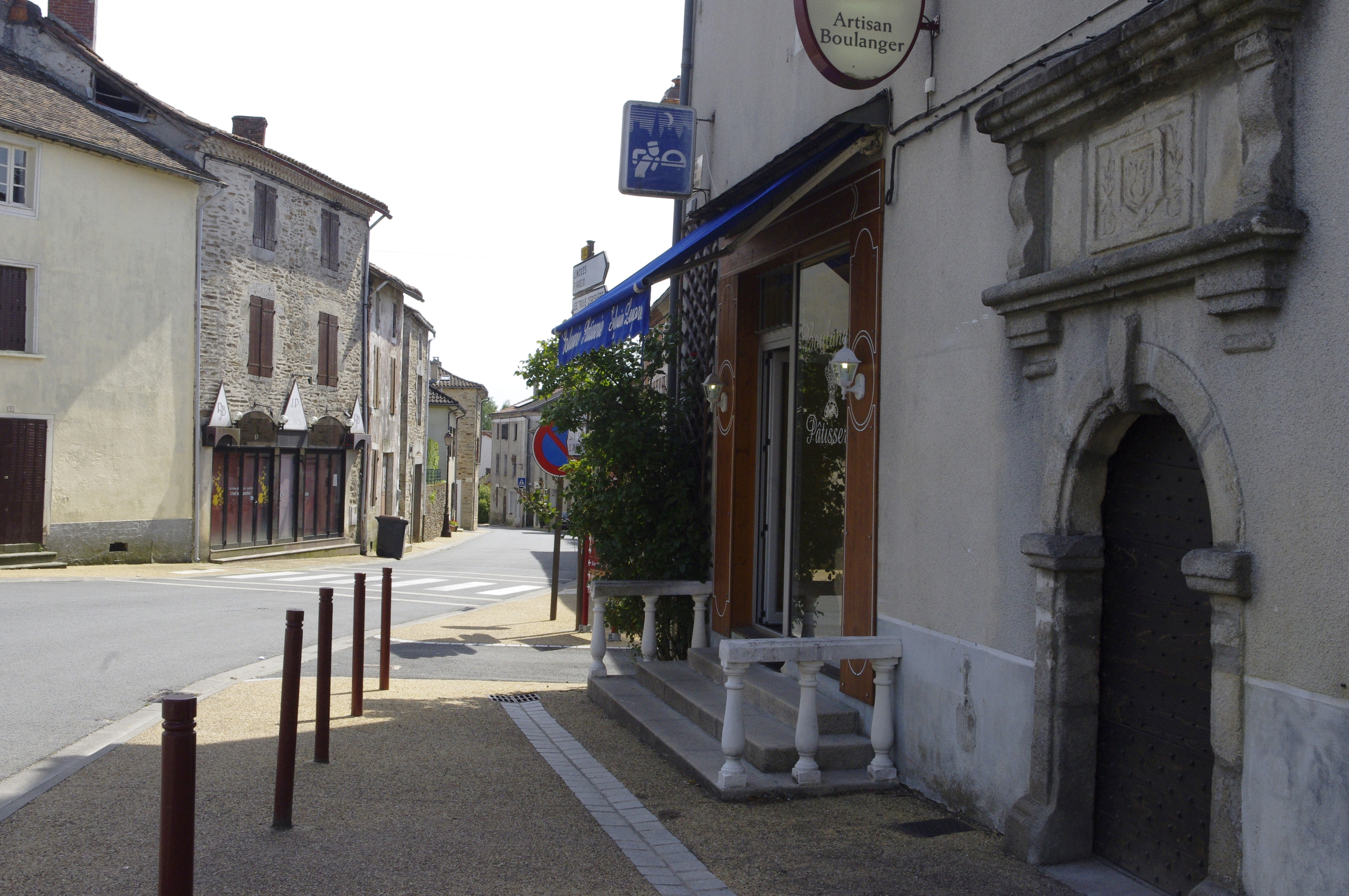
Straßenansicht
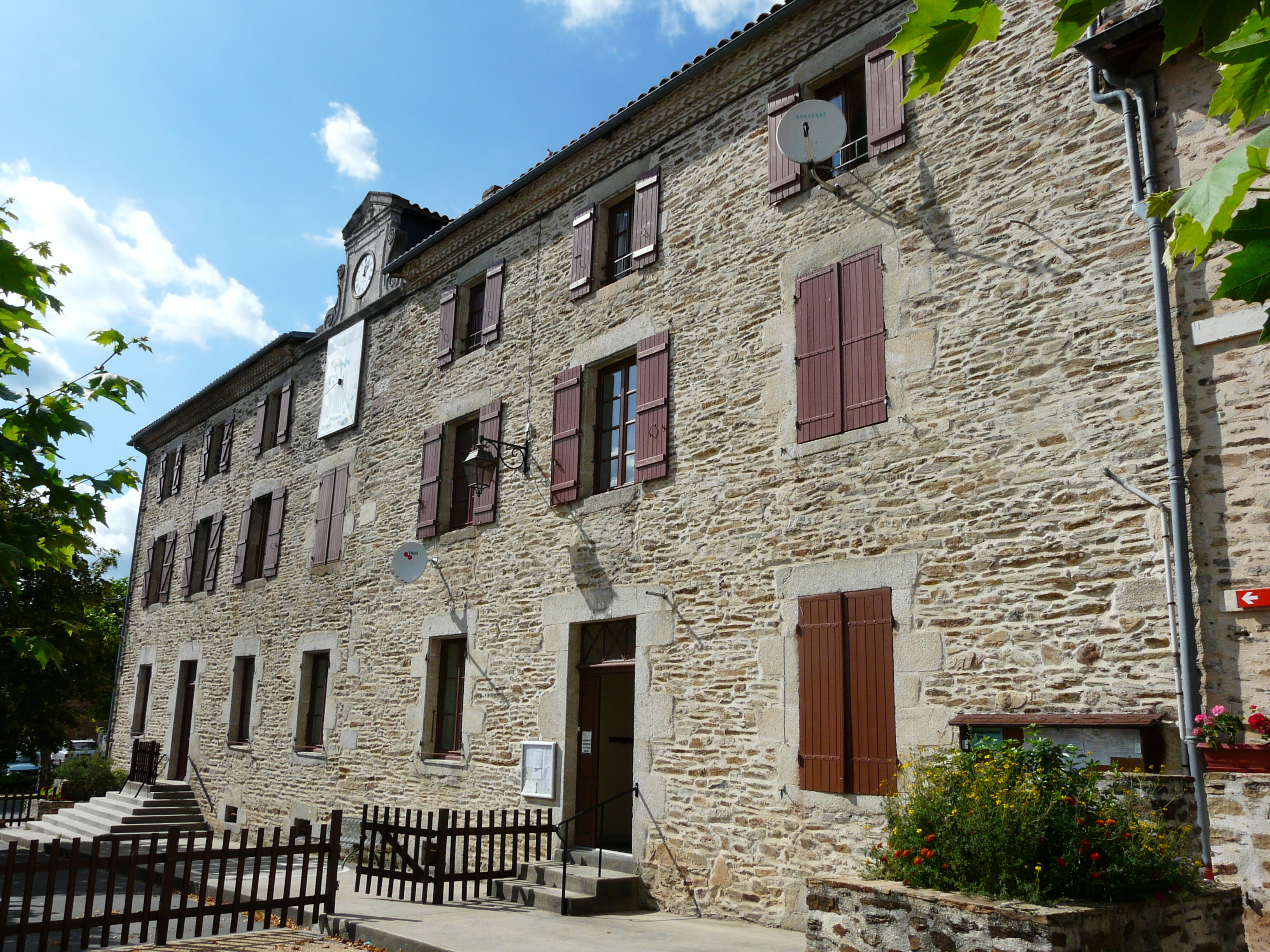
Schulgebäude
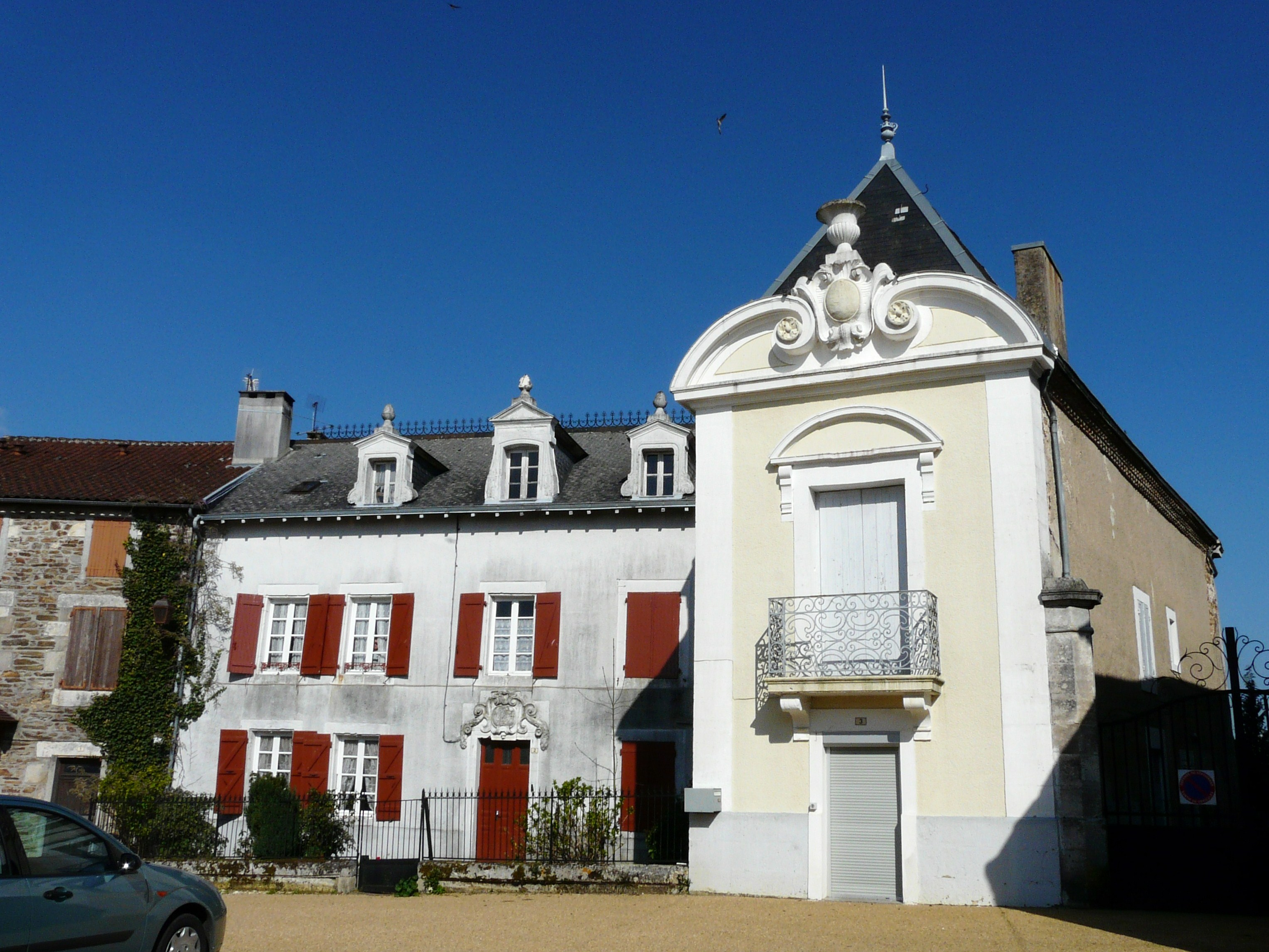
Haus neben der Kirche
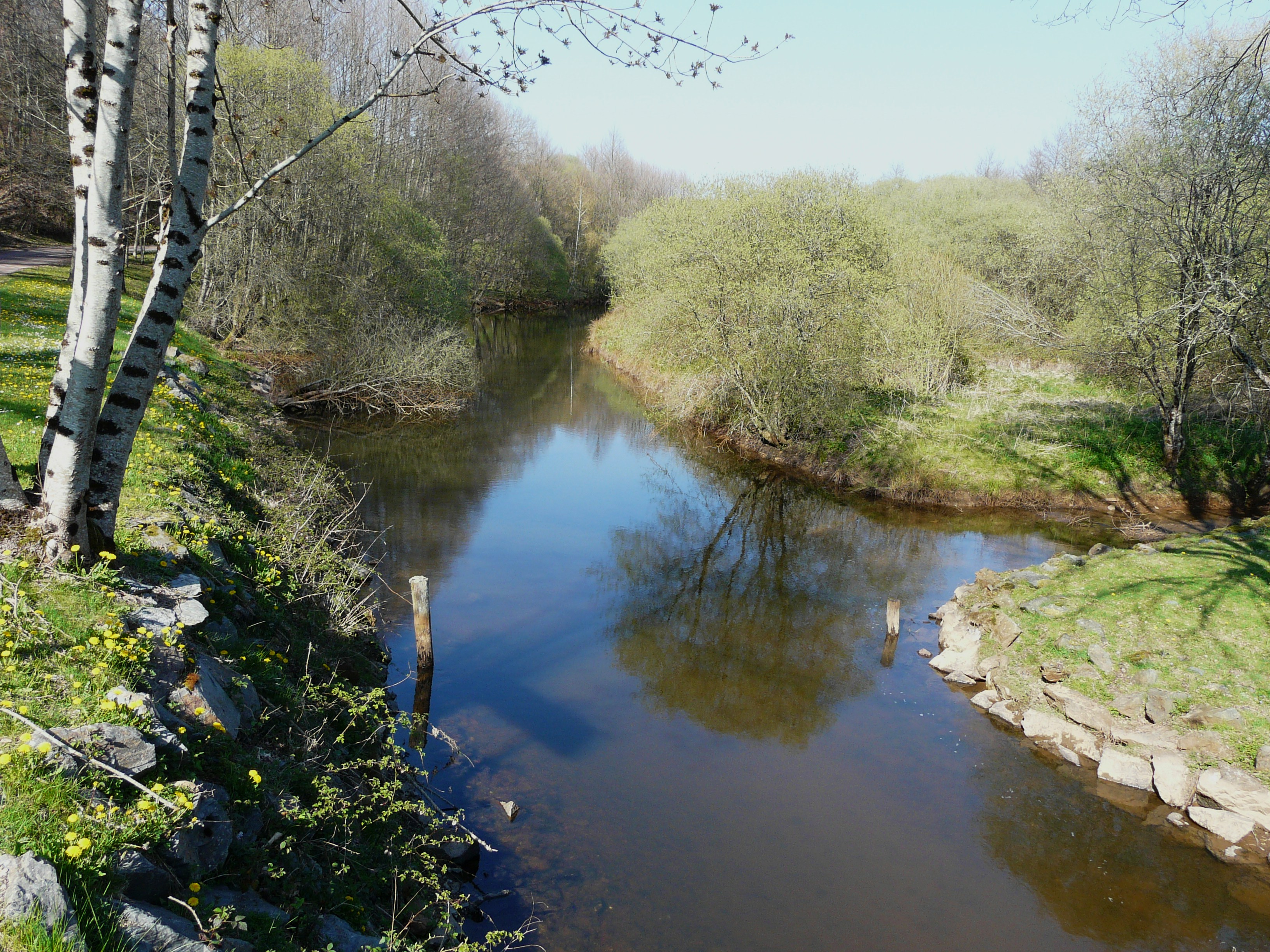
Die Côle nördlich der D 79
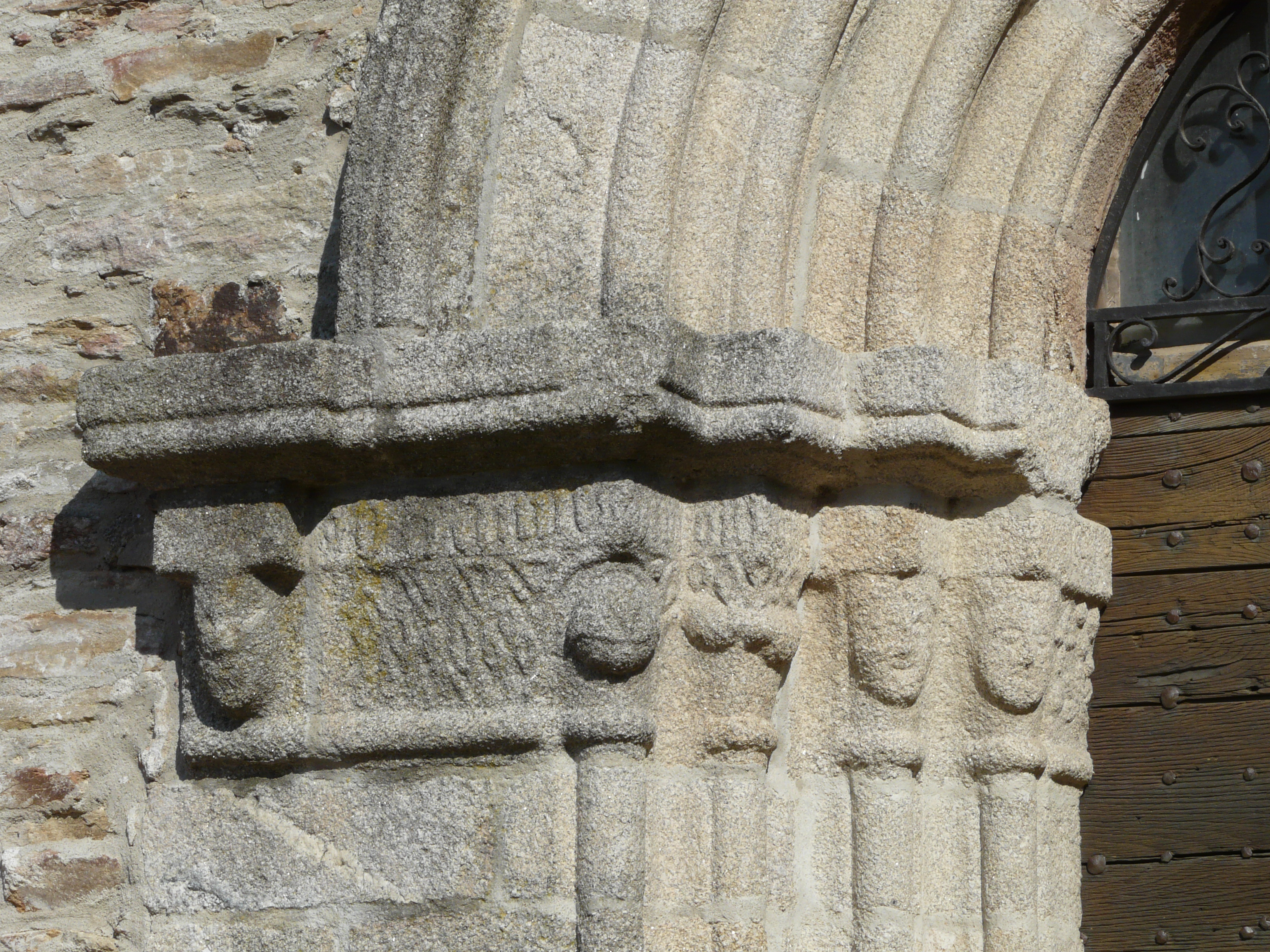
Kapitelle am Eingangsportal von Notre-Dame du Scapulaire
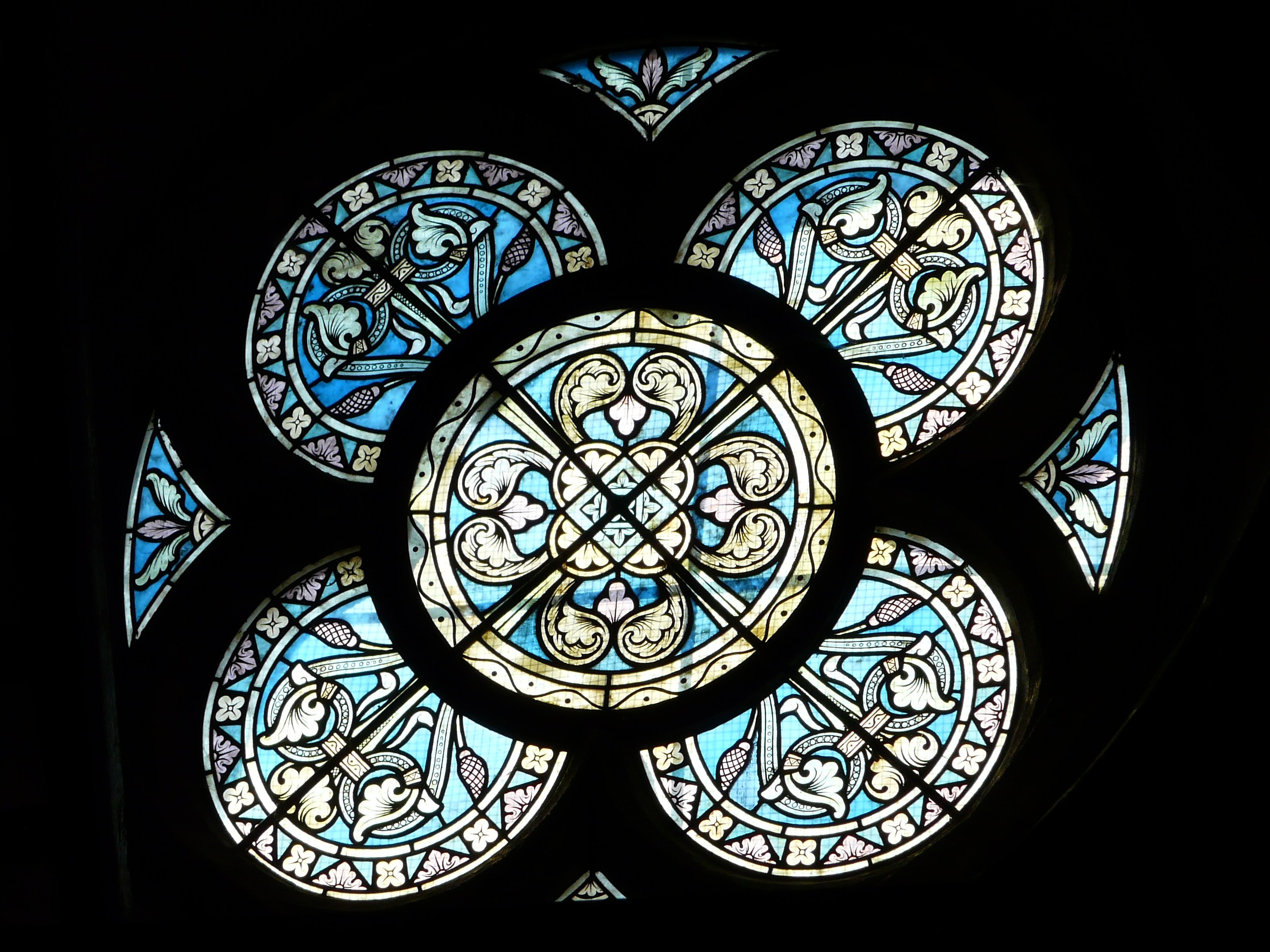
Fensterrose in Notre-Dame du Scapulaire
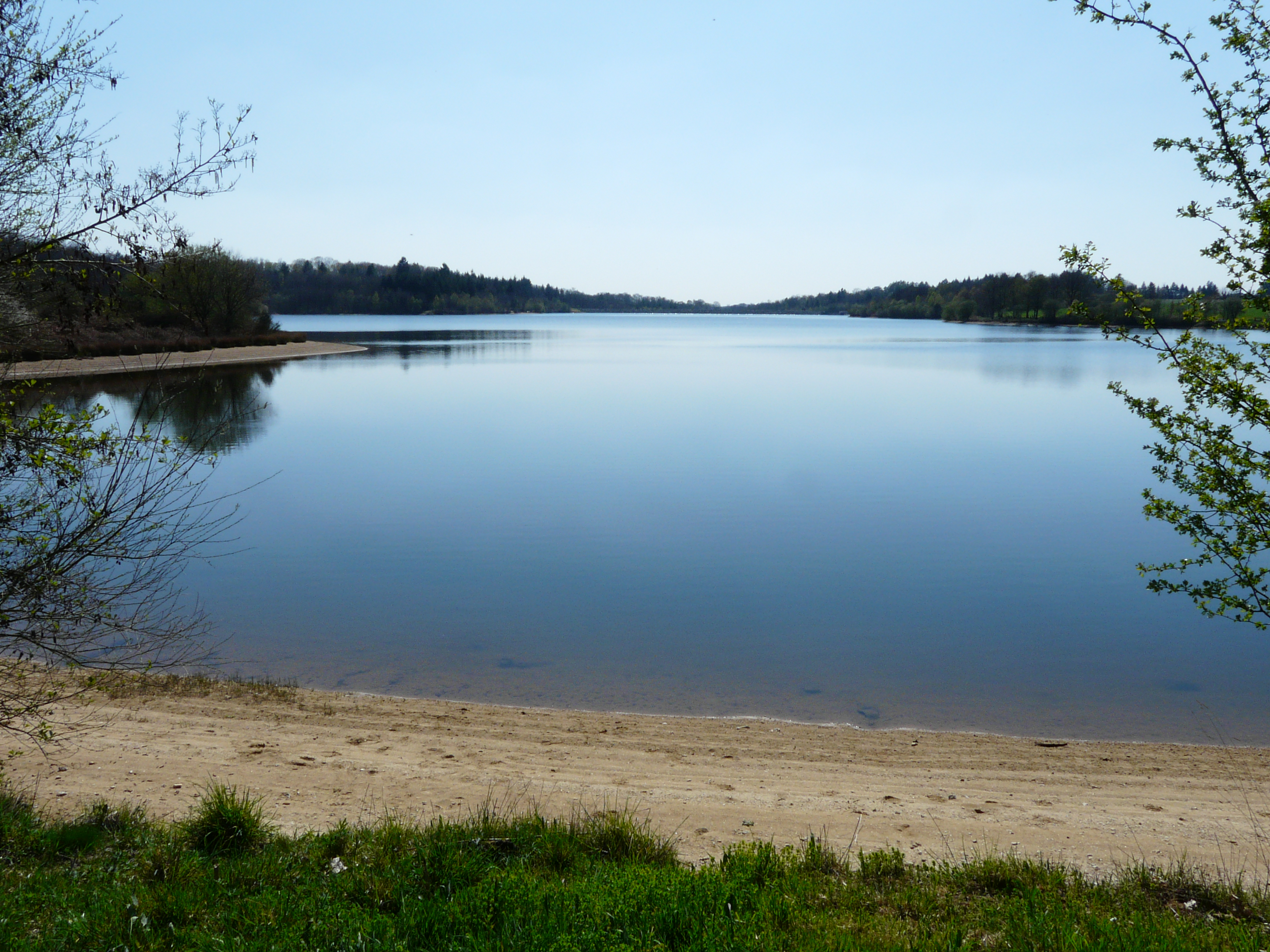
Stausee von Mialet
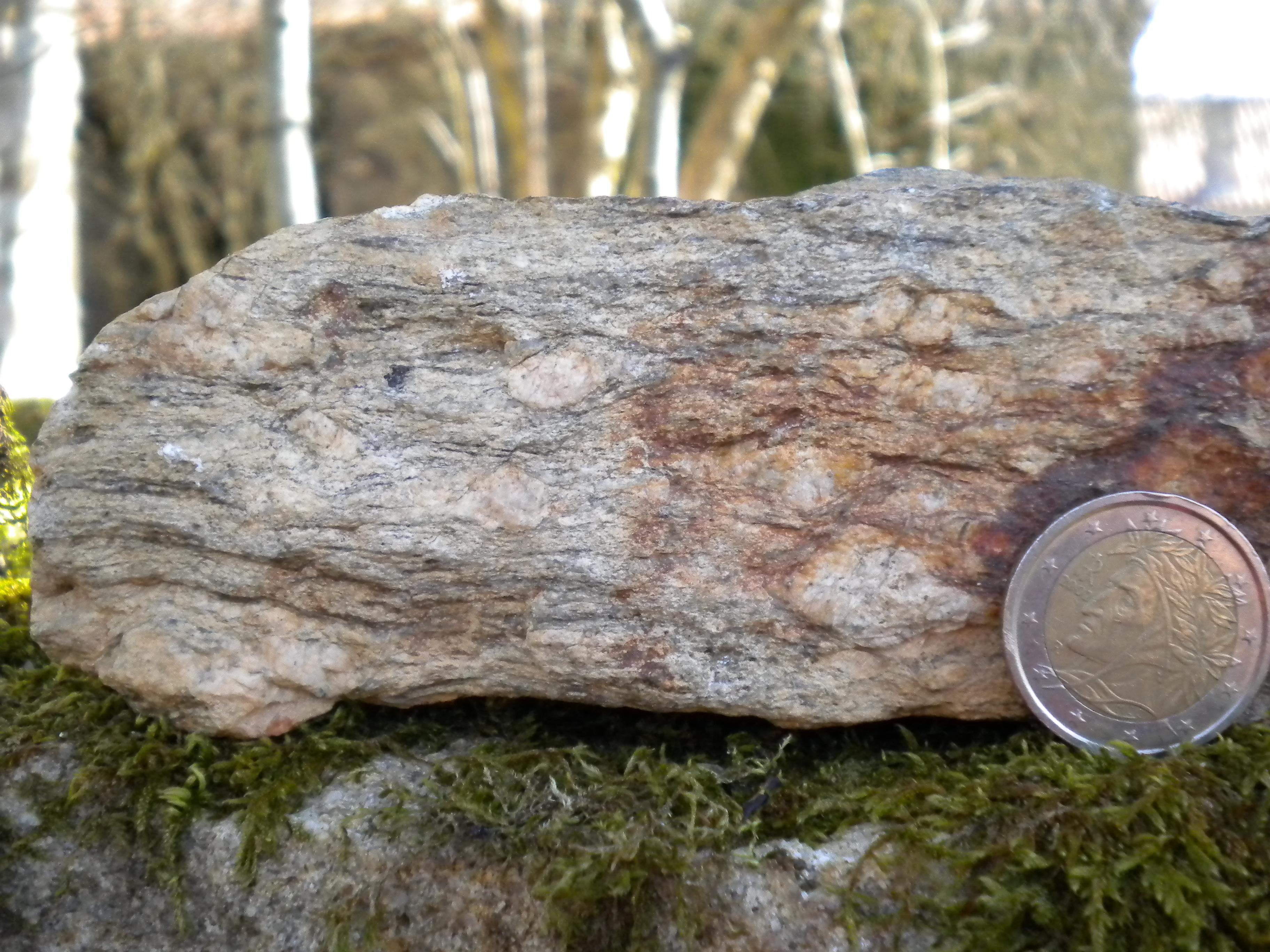
Augengneis vom Stausee bei Mialet